# Parcul din Raculova
Raculova (în ucraineană Ракуловський парк) este un parc și monument al naturii de tip peisagistic de importanță locală din raionul Bârzula, regiunea Odesa (Ucraina), situat lângă satul Raculova. Este administrat de întreprinderea de stat „Silvicultura Pesceana” (parcela 62).
Suprafața ariei protejate constituie 4 hectare, fiind creată în anul 1973 prin decizia comitetului executiv regional.